# Divisione Nazionale 1932 (pallacanestro femminile)
Il campionato di Divisione Nazionale femminile FIP 1932 è stato il terzo organizzato in Italia.
È stato vinto dalla Società Sportiva Gioiosa di Milano, al primo titolo.
Sono stati consultati due quotidiani sportivi (che hanno pubblicato anche diversi comunicati ufficiali della F.I.P.) ed un almanacco del Basket, ma non sono stati sufficienti per poter stabilire se è effettivamente stato disputato un campionato che ha qualificato alla finalissima le due società di cui trascriviamo il risultato finale.
Il tabellino della finale è stato tratto dalla Gazzetta dello Sport che durante tutta la stagione ha pubblicato soltanto la presentazione della prima gara che la FIP aveva programmato per il 3 luglio 1932 ed in seguito unilateralmente deciso di far disputare la finale su gara unica sul campo della Pallacanestro Napoli spostandola alla domenica successiva.

La Pallacanestro Napoli nel 1932. Da sin.: Rosaria Imparato, Renata Borgström, V. Brun (all.), Isabella Panzini, Maria Colonna di Stignano, Egle Chiurazzi, Toy Carrara, Luisa Krebs.

## La finale
10 luglio 1932 a Napoli: Gioiosa-Napoli 13-11 (9-8):

Gioiosa: Bruna Bertolini (5+2), Pierina Borsani (4+2), Olga Campanati, Cavallotti ?? (I), Cavallotti Pia (II) e Colorato. Allenatore: Egidio Ghirimoldi.

Napoli: Borgström, Carraro (6+2), Chiurazzi (1 nel s.t.), Colonna, Krebs, Imparato (2 nel p.t.) e Pansini. Allenatore: Vittorio Brun.

Arbitro: Jones di Roma.

## Verdetto
- campione d'Italia: Gioiosa Milano

Formazione: Bruna Bertolini, Emilia Porro, Ilda Colombo, Pierina Borsani, Olga Campanati, Marisa Cavallotti (I), Pia Cavallotti (II). Allenatore: Egidio Ghirimoldi.